# 雲海

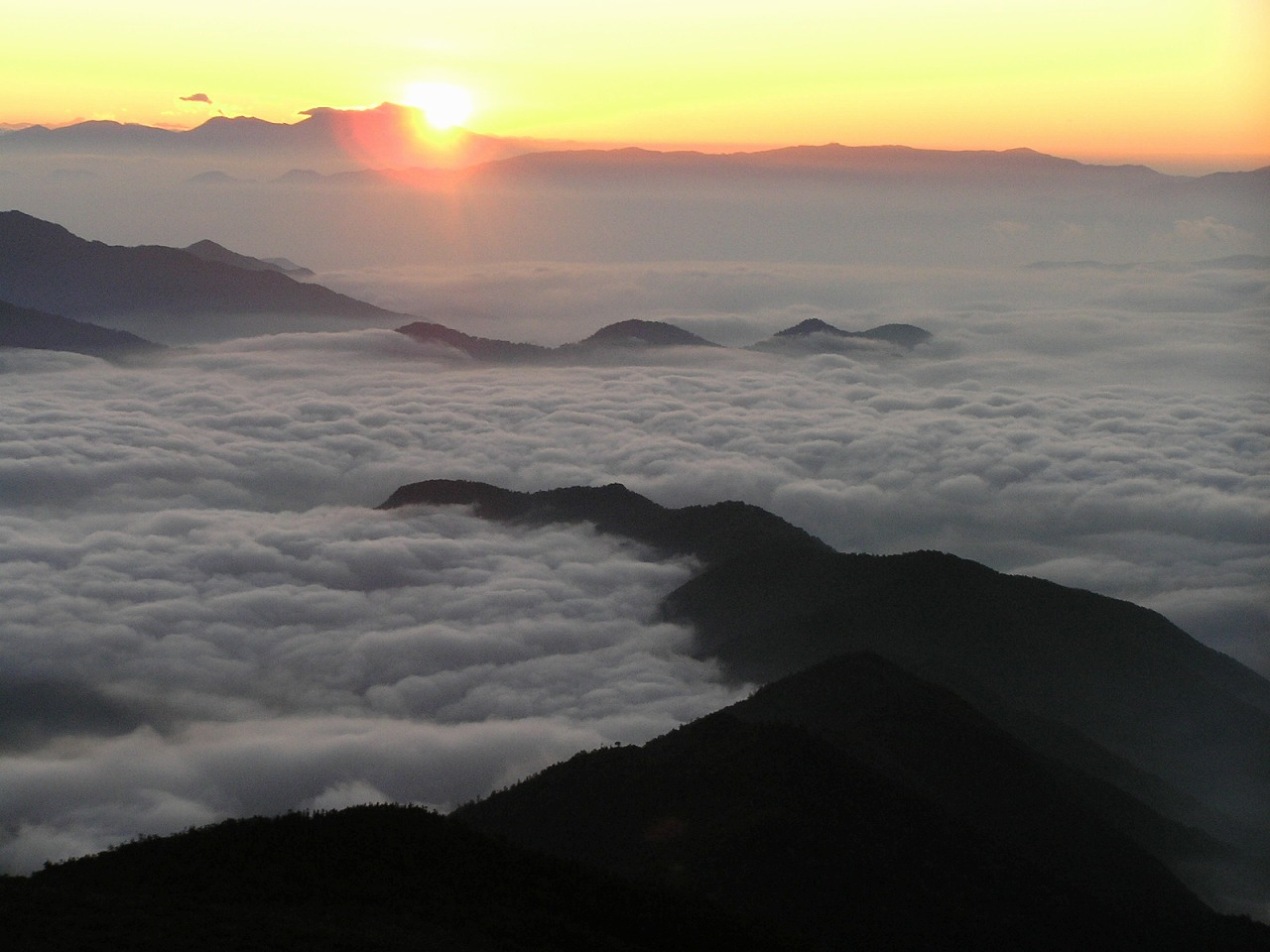
日本の本州、乗鞍・富士見岳から見る雲海

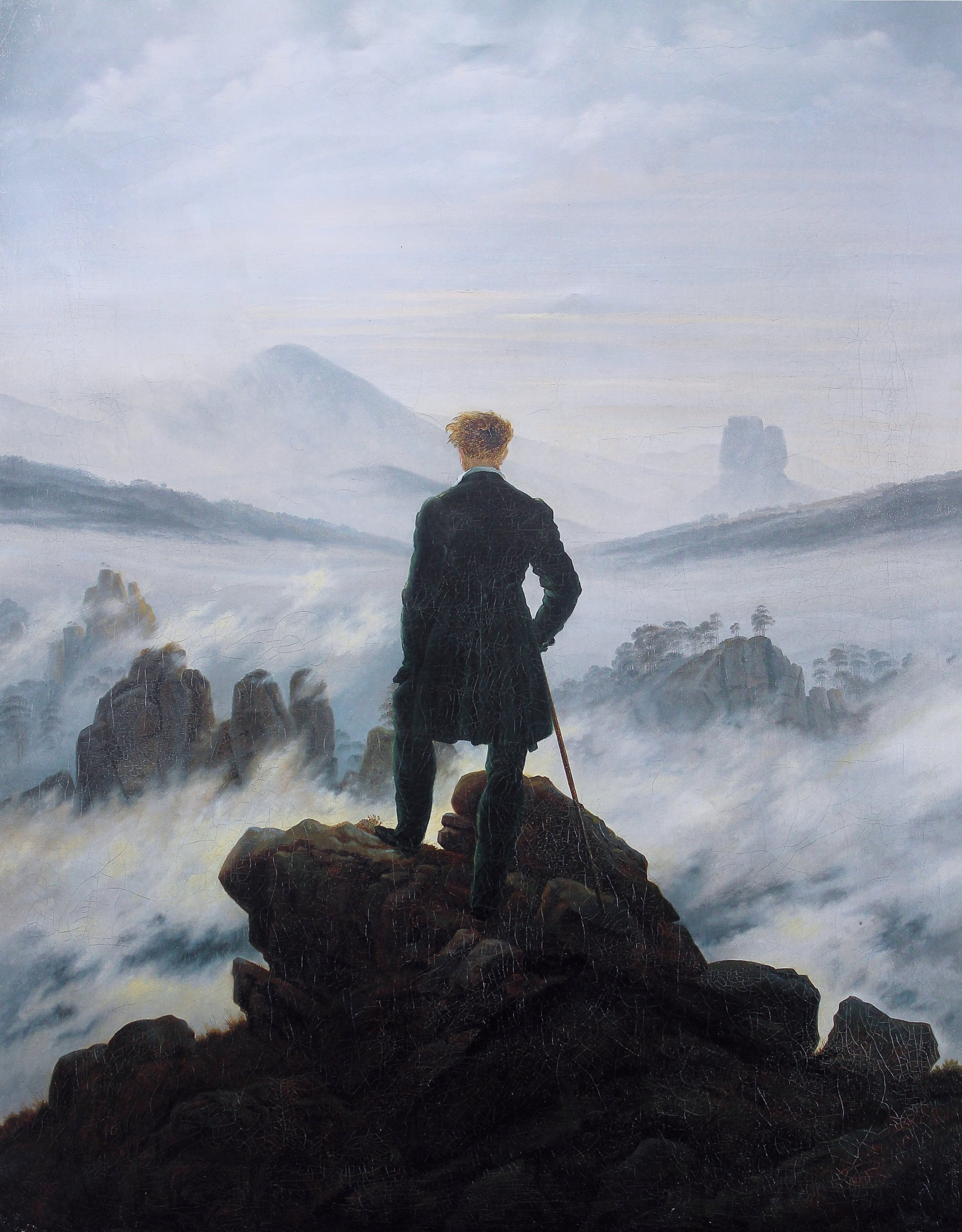
カスパー・ダーヴィト・フリードリヒ『雲海の上の旅人』／ドイツロマン主義の画家による1818年の油彩画。

雲海（うんかい）とは、山や航空機など高度の高い位置から見下ろしたとき、雲を海に譬える気象景観。山で見られる雲海は、山間部などでの放射冷却によって霧、層雲が広域に発生する自然現象による。
雲の海に山々が島のように浮かんでいるように見えることから雲海と呼ばれる。
かつては雲が遥かに見える果てしない海原のことを「雲海」と呼んだことがあった（例：「雲海沈々として、青天既に暮れなんとす」（平家物語・七）。

## 霧の現象について

### 発生の原理
夜半、山間部などを低気圧が通過して湿度が高くなったとき、放射冷却によって地表面が冷え、それによって空気が冷やされていく。ここで風の流れがない場合に、冷えた空気は（ボウル状の地形のため）その場に留まり、さらに冷却され続ける。やがて一帯が飽和状態となり、空気中の水分が霧となって発生する。このときの様子が、山頂などの高所からは雲海として観察できる。

### 発生条件
雲海の発生条件を明確な箇条書きにすることは難しいが、おおむね次のようであるといえる。
- 季節：春、または秋（冬を除く10月～2月ごろ）
- 時間：夜明け前～早朝
- 気象：湿度が高く十分な放射冷却があること（なるべく無風状態）
- 地域：山間部、盆地

### 日本国内の名所
- 阿蘇山（熊本県阿蘇郡、上益城郡山都町　清水峠、向坂山）
- 愛宕山（京都府亀岡市〈亀岡盆地〉）
- 桝形山（宮崎県五ヶ瀬町）
- 国見ヶ丘（宮崎県西臼杵郡高千穂町）
- 霧島・高千穂峰（宮崎県西諸県郡高原町）
- 弥高山（岡山県高梁市川上町）
- 備中松山城・高梁盆地（岡山県高梁市） - 雲海の中に備中松山城天守が見える光景で知られる。
- 矢掛町（岡山県小田郡）
- 三次盆地（広島県三次市） - 通称：霧ノ海
- 大江山（京都府福知山市）
- 竹田城・立雲峡（兵庫県朝来市）- 山あいを分厚い雲海が覆う中、城跡が超然とそびえ立つ幻想的な風景[1]がみられる。雲海から顔をのぞかせる城である「天空の城」の火付け役[1]。
- トマム（北海道占冠村）
- 豊後竹田城（大分県竹田市）
- 四阿山山麓 (浦倉山 群馬県嬬恋村）
- 五老ヶ岳（京都府舞鶴市）

## ギャラリー

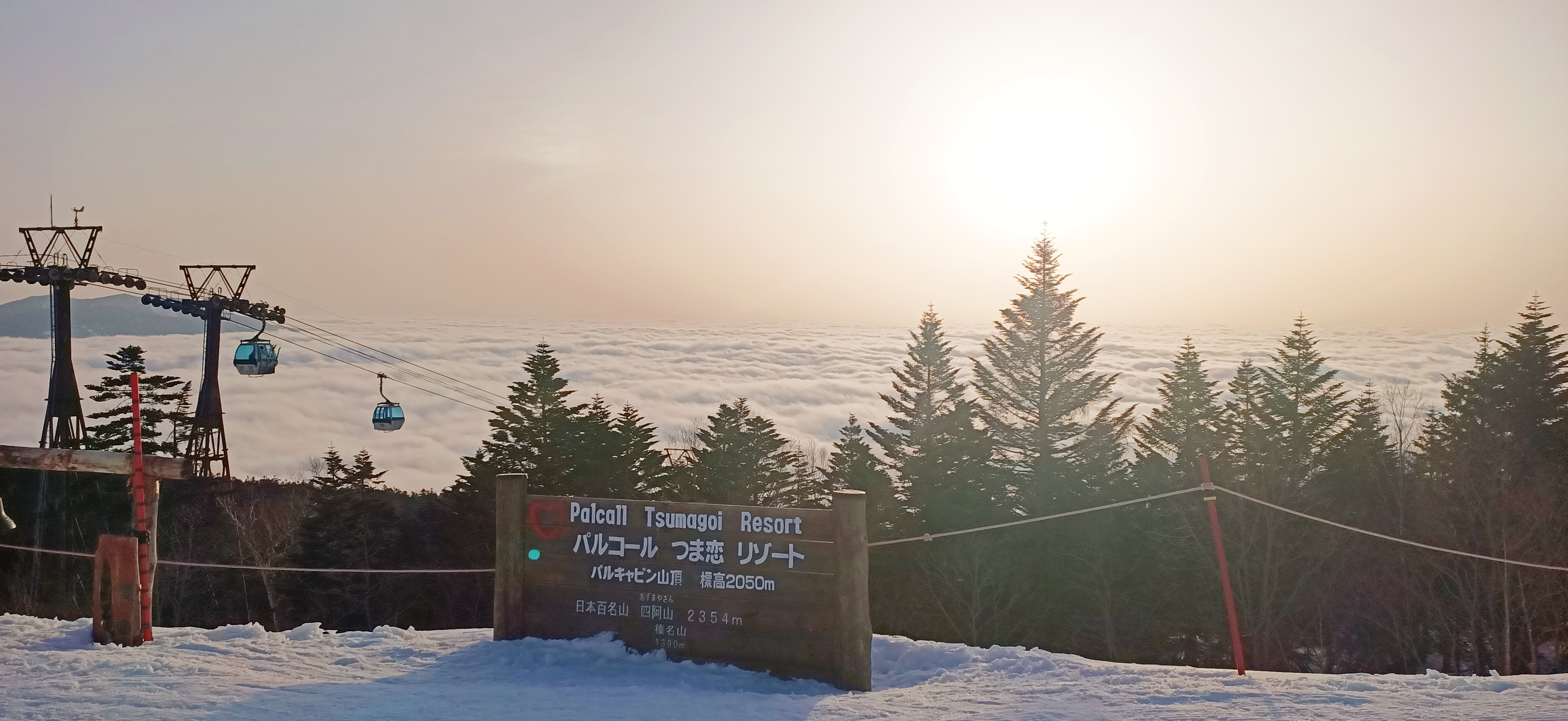
群馬県嬬恋村での雲海
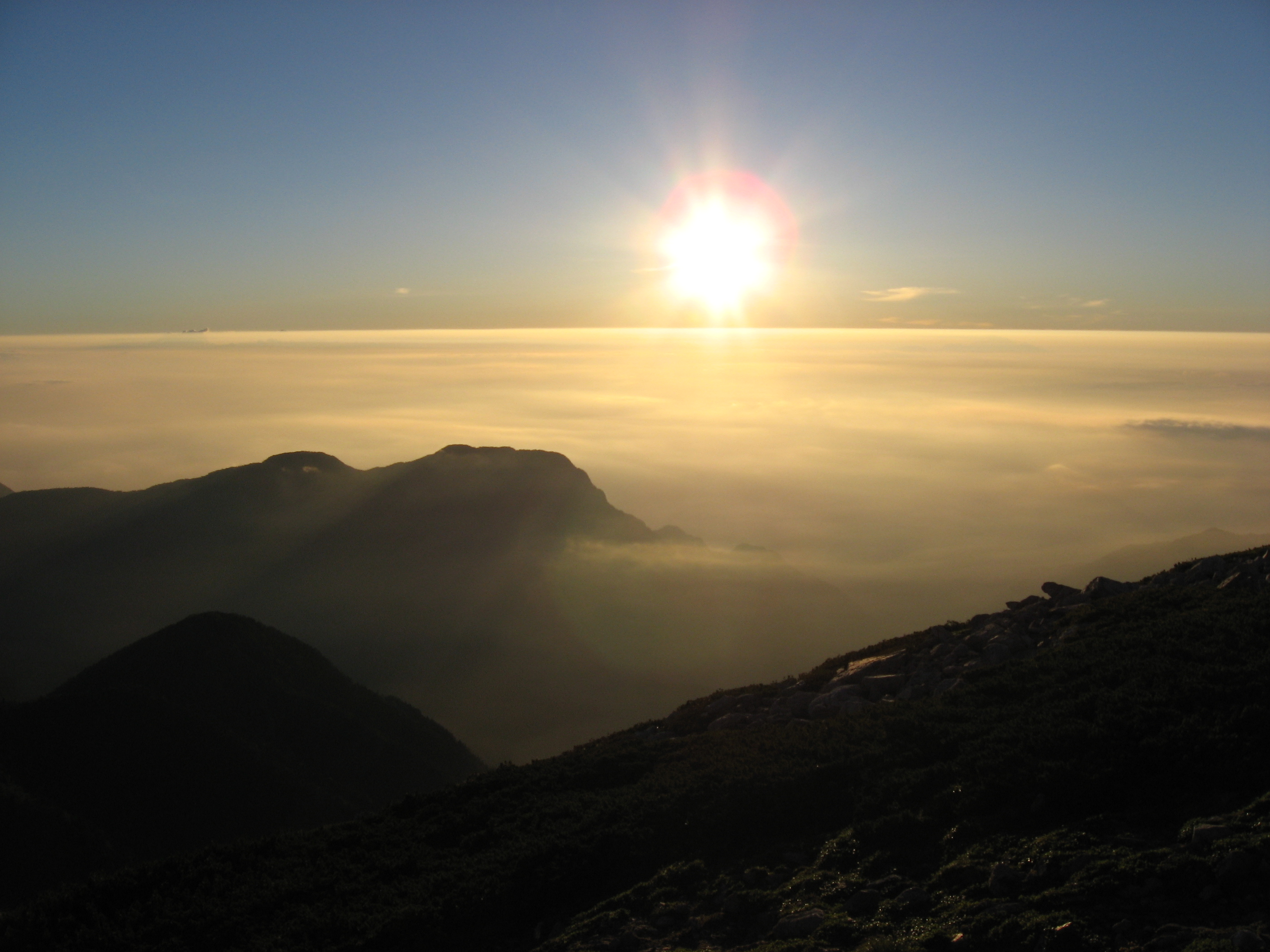
北アルプス・大天井岳からの雲海
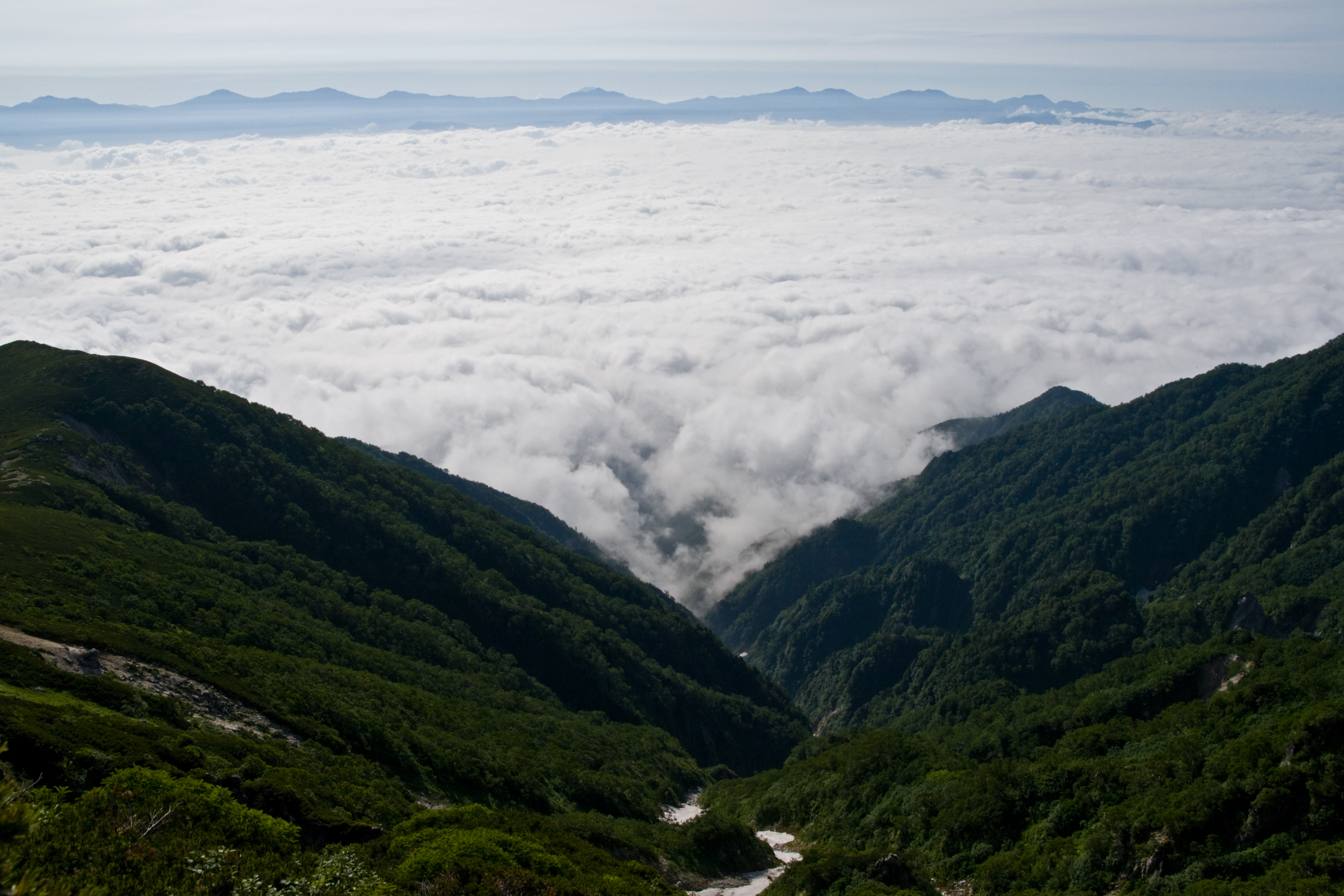
中央アルプス・空木岳からの雲海。奥は南アルプス。
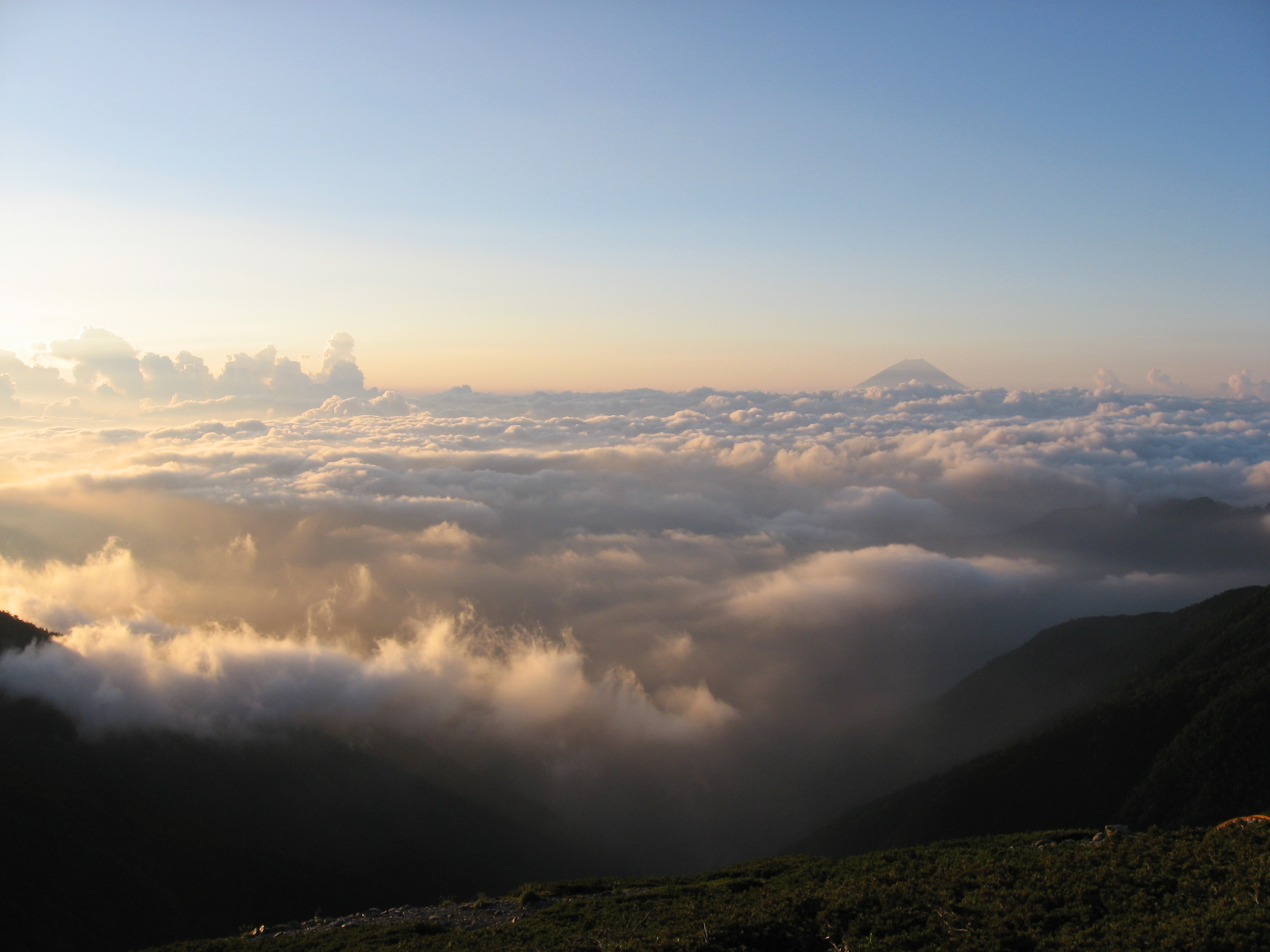
南アルプス・北岳山荘横からの雲海
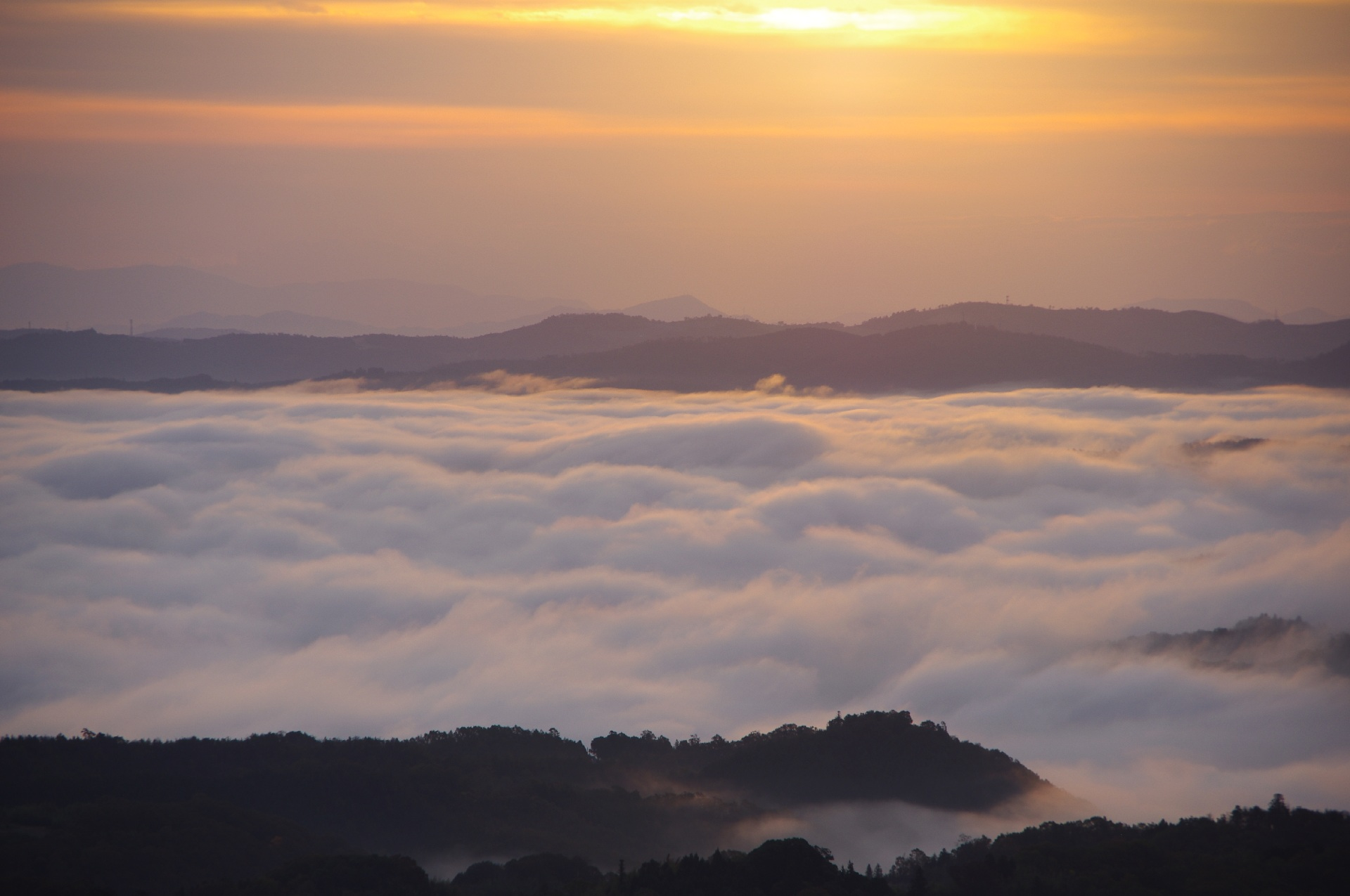
弥高山山頂からの雲海
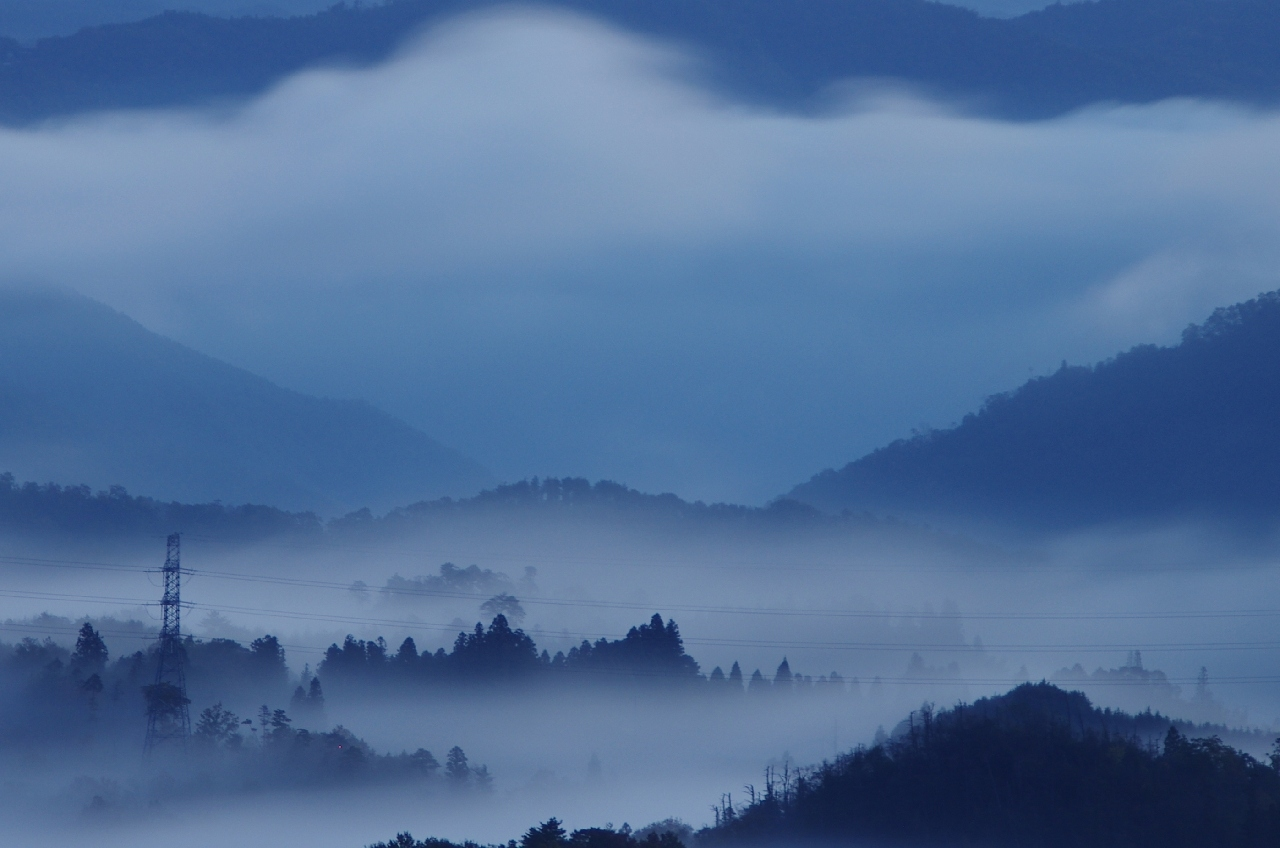
弥高山山頂からの雲海
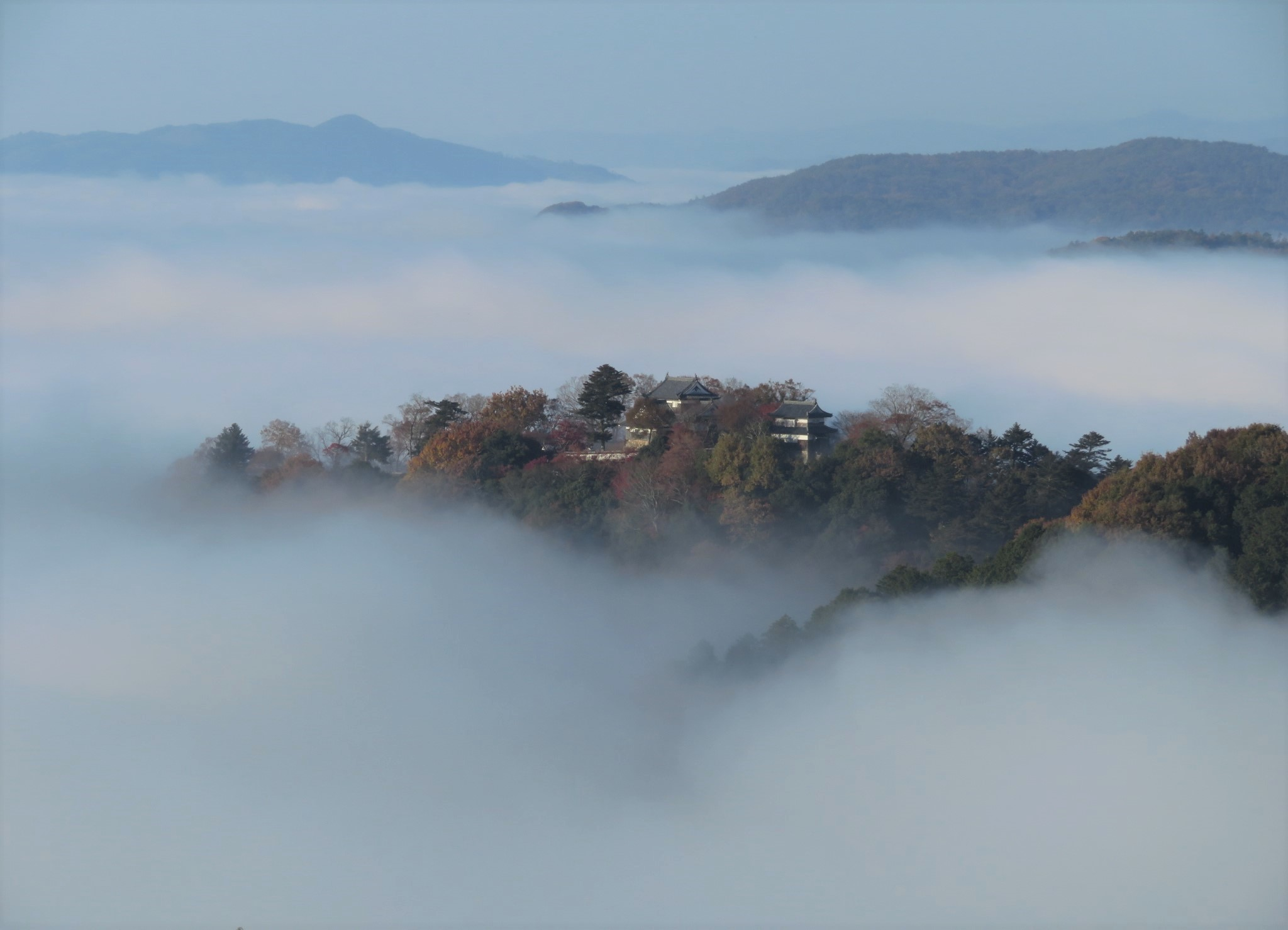
備中松山城を望む展望台からの雲海
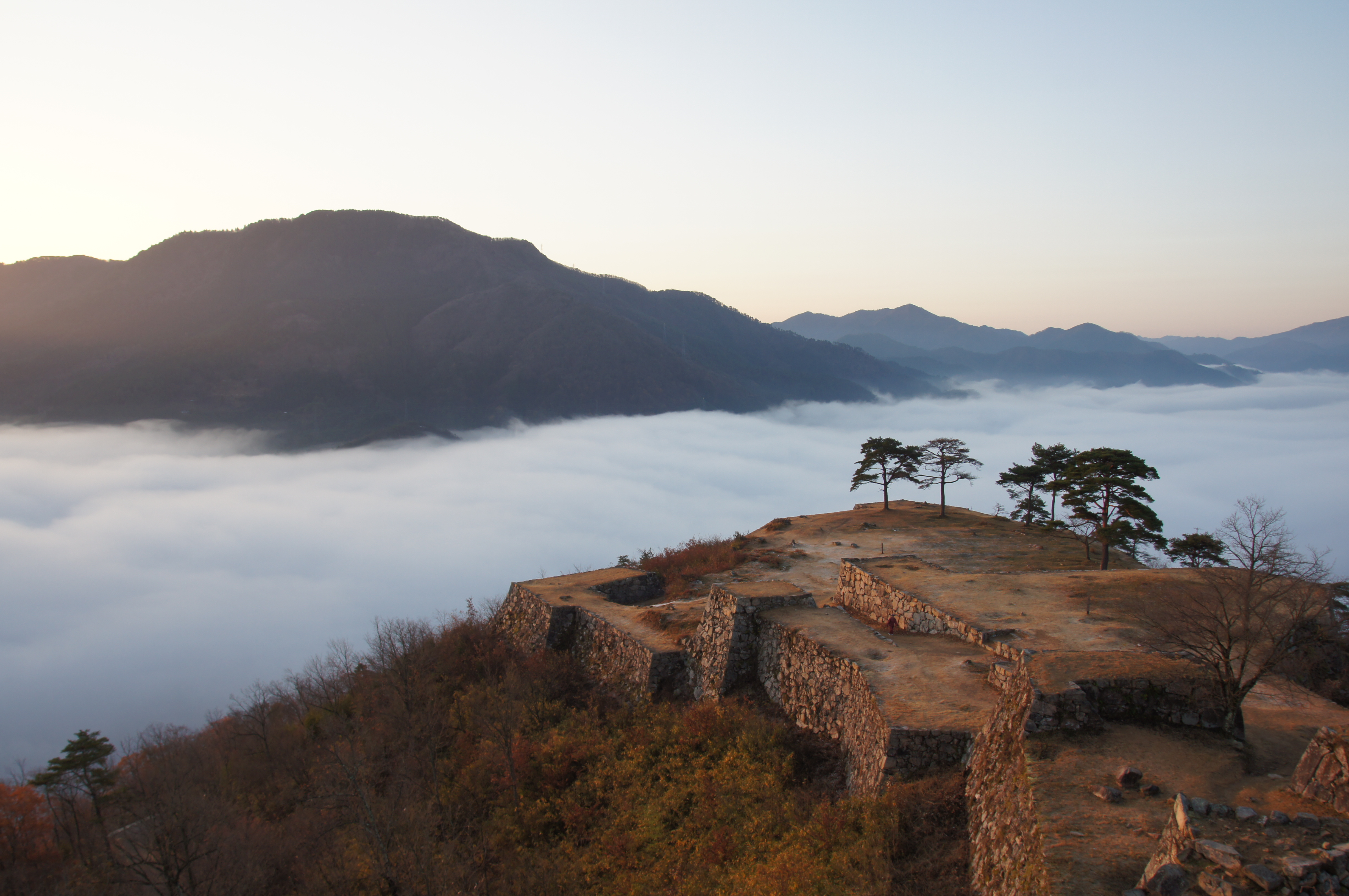
竹田城跡からの雲海
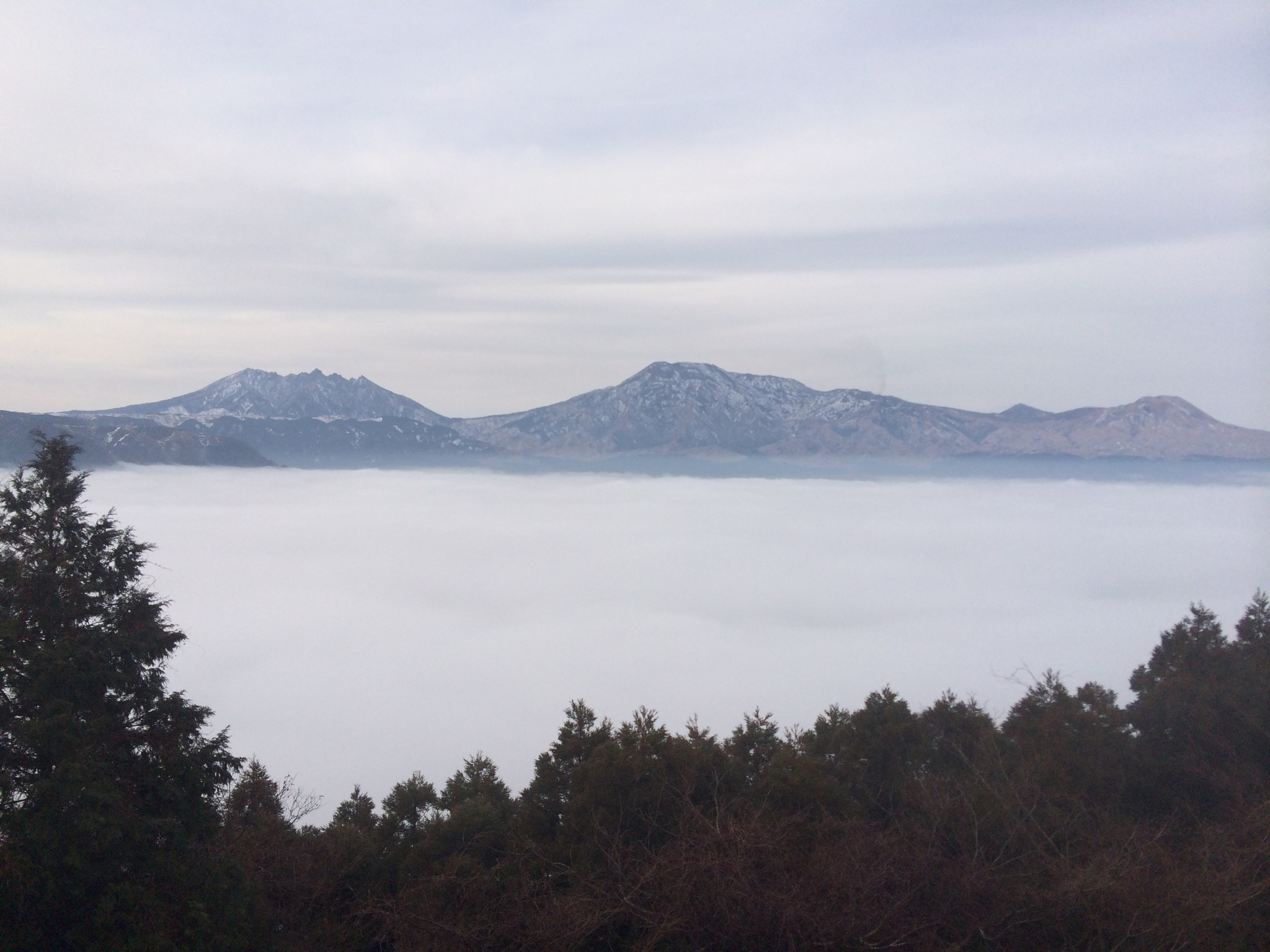
阿蘇の城山展望所からの雲海
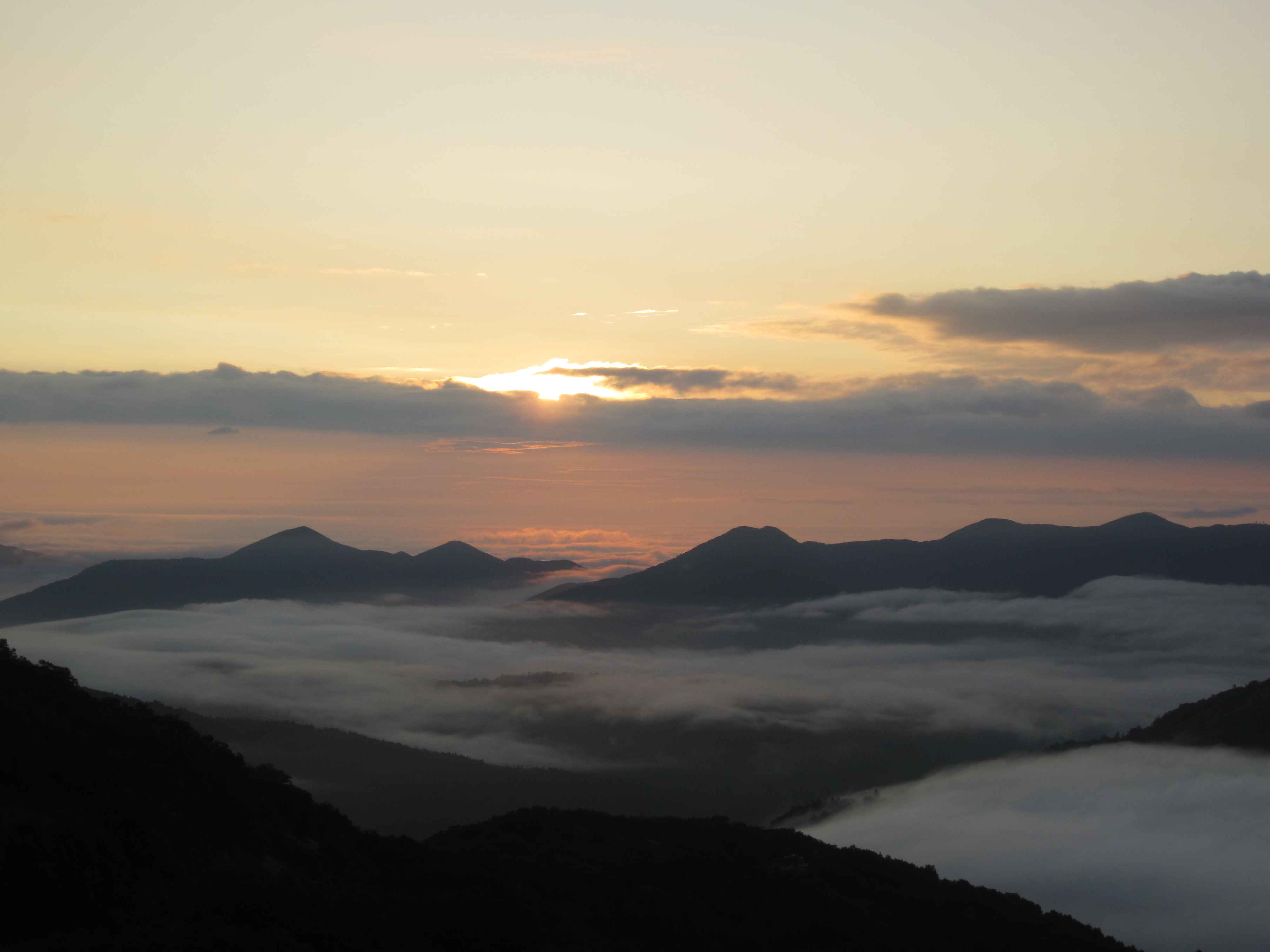
北海道で見られる雲海(星野リゾートホテルトマムから)
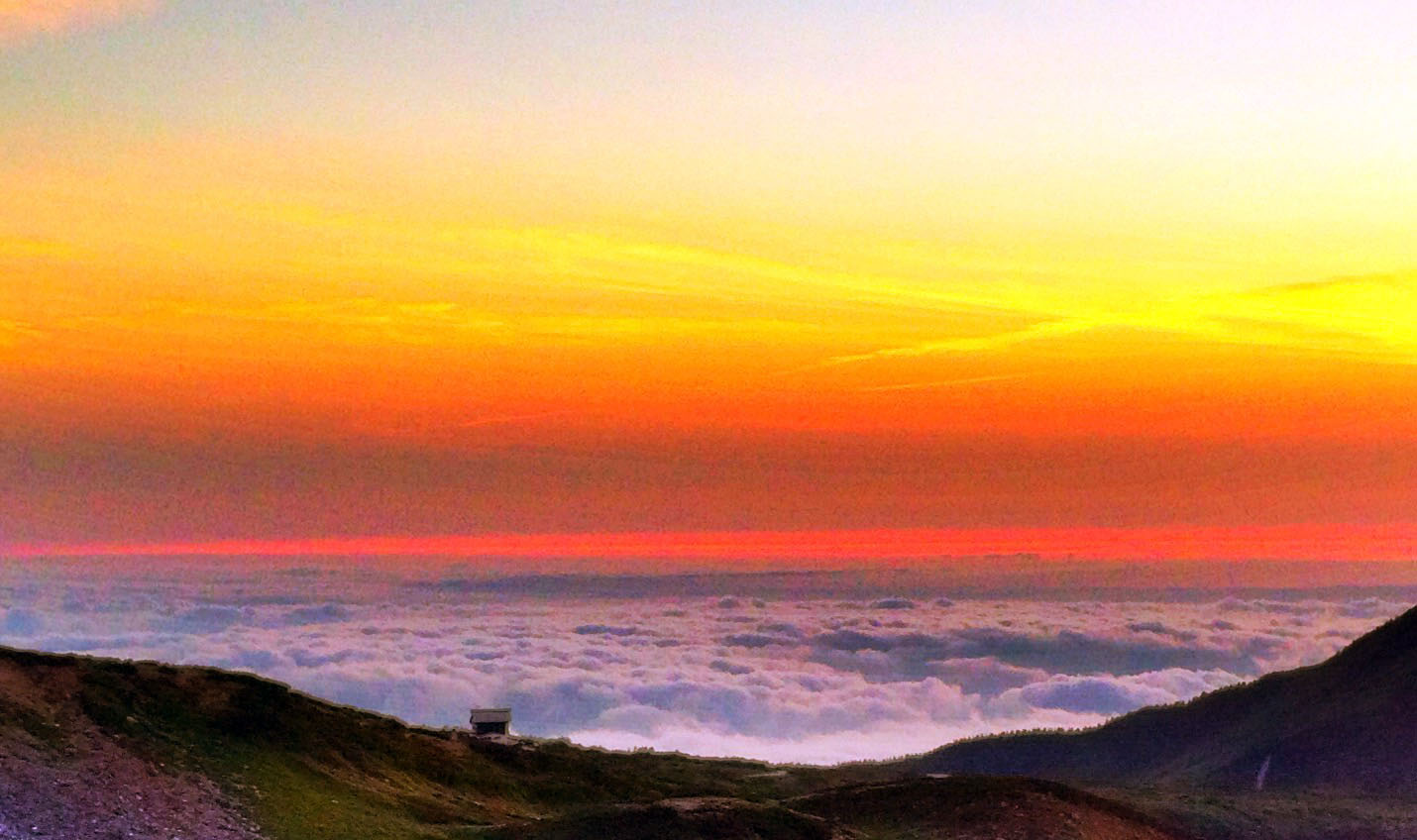
黒部アルペンルート　室堂での雲海（日没時）
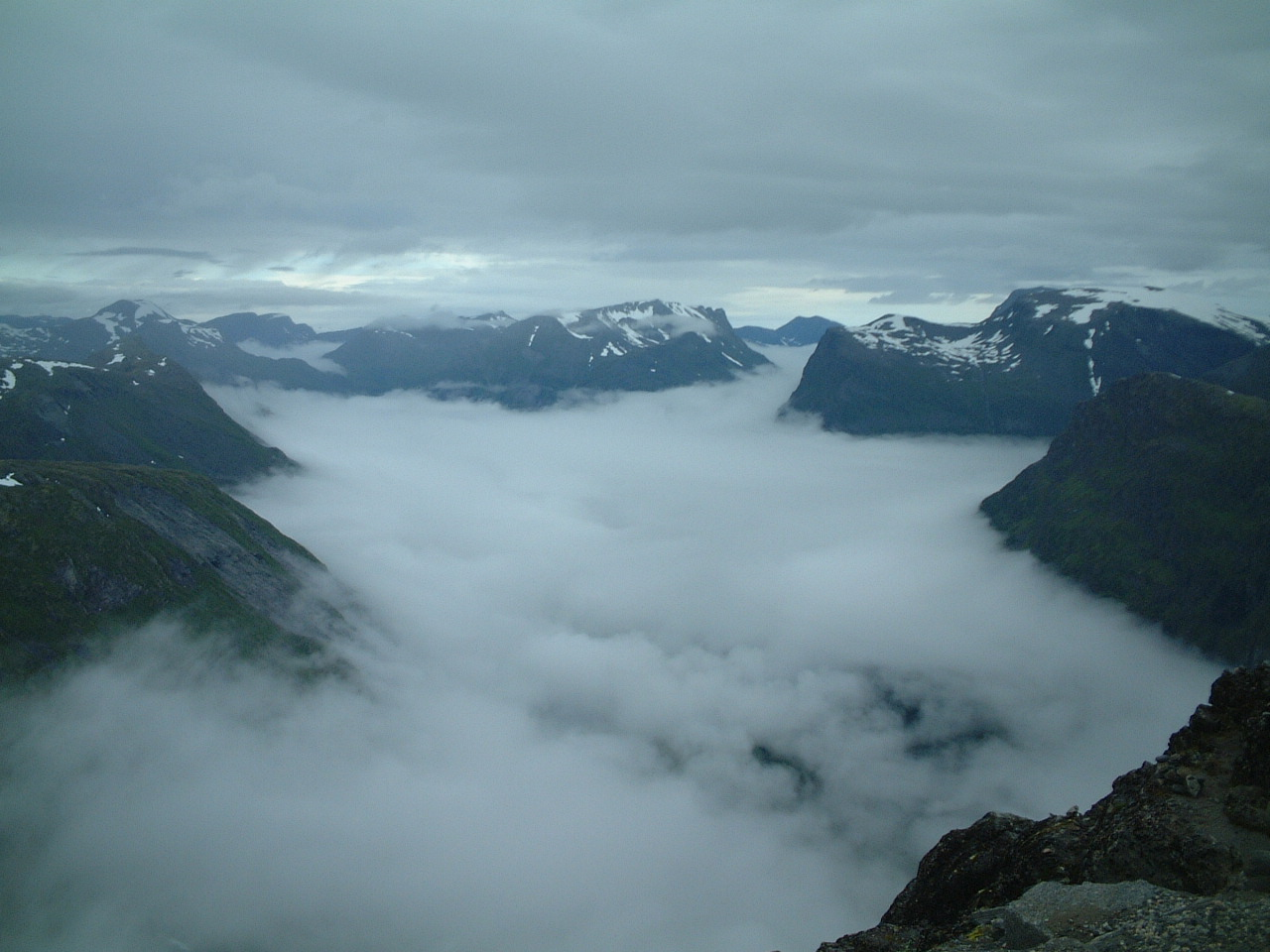
フィヨルドに横たわる雲海／ノルウェーはゲイランゲル（英語版）地方にある、ダレスニッバ（英語版）の展望台からの眺望。